# 布盧利克 (肯塔基州)
布盧利克（英語：Blue Lick）是位於美國肯塔基州林肯縣的一個非建制地區。

## 地理
布盧利克所處的海拔為高於海平面307米（即1007英呎），而該地所採用的時區為UTC-5，即北美東部時區（EST）。同時該地設有夏令時間，為UTC-5調快一小時，即UTC-4（EDT）。